# Dom (Anrede)
Dom ist eine höfliche Anrede in Verbindung mit dem Vornamen. Es leitet sich vom lateinischen Dominus ab.

## Kirchlicher Titel
Die Anrede wird im Englischen verwendet für bestimmte Angehörige des Benediktinerordens und anderer Mönchsorden, häufig Äbte oder Altäbte oder andere Mitglieder der Klosterleitung, aber auch einfache Mönche mit feierlichen Gelübde. Auch im Französischen ist diese Anrede für Benediktinermönche traditionell üblich, ein Beispiel ist Dom Pérignon.

## Portugiesische Anrede
In Portugal und Brasilien wird die Anrede Dom (ˈdõ) für bestimmte kirchliche Ordinarien, Mitglieder der königlichen oder kaiserlichen Familie, aber auch andere Mitglieder des Adels verwendet. Auch Herrscher von einheimischen Reichen in den Kolonialgebieten wurden mit diesem Titel angesprochen, so Liurais von Portugiesisch-Timor, wie Aleixo Corte-Real oder Boaventura.
Die weibliche Form Dona ist eine allgemeine Ehrbezeugung für ältere Frauen oder Frauen in gehobenen Positionen, wie zum Beispiel den Präsidentengattinnen von Brasilien. In Portugal wird die weibliche Form häufiger verwendet als das Dom bei den Männern.